# Marija Petković
 (juillet 2019).
Marija Petkovic, née à Blato le 10 décembre 1892 et morte à Rome le 9 juillet 1966, est une religieuse croate, fondatrice des filles de la miséricorde franciscaine et vénérée comme bienheureuse par l'Église catholique.

## Biographie

### Jeunesse
Maria Petkovic est la sixième de huit enfants d'une famille aisée. Son père est un grand propriétaire terrien, employant plus de 750 personnes aux travaux agricoles. Élevée dans un milieu très croyant, Marija se sent très jeune attirée par la vie religieuse. Elle se heurte cependant à l'opposition de ses parents, qui souhaitent la marier. Le confort dans lequel elle vit ne l'empêche pas de se tourner vers les plus pauvres, et elle occupe son temps libre à visiter les personnes seules, à donner à manger aux démunis et à s'occuper des enfants des employés de son père.

### Fondations

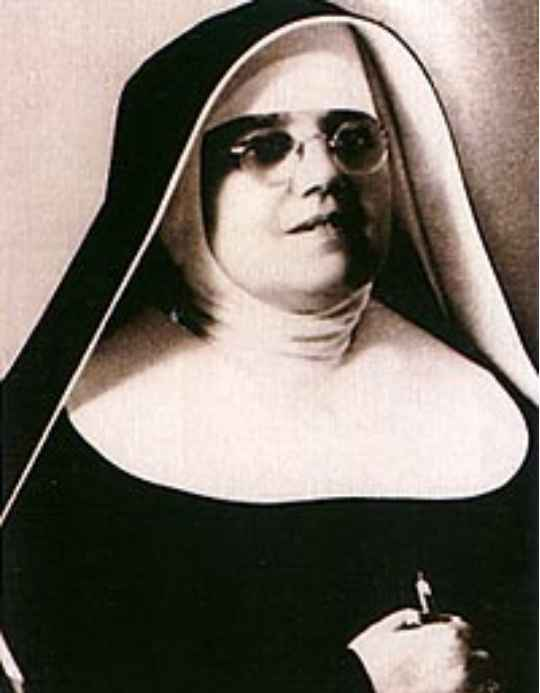
Photo de Marija Petkovic vers 1930.

Marija pense à la vie contemplative, mais Mgr Josif Marcelic, évêque de Dubrovnik, la pousse à se mettre au service des miséreux. En effet, après les ravages de la Première Guerre mondiale, la grippe espagnole décime une partie de la population. Le 25 mars 1919, Marija lance la communauté des Filles de la Miséricorde, pour venir en aide à la jeunesse pauvre et aux personnes marginalisées. Des jeunes femmes souhaitant la suivre se regroupent autour d'elle, et en 1928, la jeune congrégation est reconnue par Mgr Marcelic. Les Filles de la Miséricorde seront définitivement approuvées par le Saint-Siège en 1956.
Malgré des difficultés de toutes sortes, Mère Marija Petkovic persévéra dans le développement de la Congrégation, pour secourir les plus de pauvres, qu'elle appelait ses "frères choisis et aimés du Seigneur". Les vocations sont nombreuses, et la communauté s'implante là où le besoin se fait sentir. Rien que dans les années 1930, des communautés s'établissent en Italie, en Macédoine, en Serbie et en Argentine. Bien que sans ressources financières, Marija Petkovic parvient à mener à terme ses fondations.
En 1940, elle fait une tournée en Amérique du Sud, mais l'éclatement de la Seconde Guerre mondiale l'empêche de rentrer en Croatie. Mère Marija Petkovic s'installe alors en Argentine, où elle resta 12 ans, et déploya des communautés et des œuvres de charité dans de nombreux pays du continent sud américain.

### Dernières années
En 1958, Marija Petkovic est victime d'une hémorragie cérébrale qui la paralyse. Convaincue qu'elle doit se retirer, elle quitte ses fonctions de supérieure générale, après 40 ans de service. Au cours de ces années, c'est son exemple de sacrifice et d'oubli de soi qui poussa de nombreuses jeunes femmes à la rejoindre au service des pauvres. Elle passe les 8 dernières de sa vie à conseiller ses religieuses et à mener une vie retirée. Elle meurt à Rome le 9 juillet 1966.

## Béatification
La cause pour la béatification et la canonisation de Marija Petkovic débute le 28 février 1989 à Rome. L'enquête diocésaine récoltant les témoignages sur sa vie se clôture le 8 mai 1998, puis envoyée au Saint-Siège pour y être étudiée par la Congrégation pour les causes des saints. Après le rapport positif des différentes commissions sur la sainteté de Marija Petkovic, le pape Jean-Paul II procède, le 5 juillet 2002, à la reconnaissance de ses vertus héroïques, lui attribuant ainsi le titre de vénérable.
En 1998 avait également débuté une enquête sur un sauvetage dit miraculeux, attribué à l'intercession de Marija Petkovic. Il s'agit du sous-marin Pacocha, en difficulté depuis 23 heures, qui commençait à couler. L’écoutille était restée ouverte à cause d'une pression d'eau de plusieurs tonnes. Au bord du désespoir, le capitaine pria Marija Petkovic de lui venir en aide. Il aurait alors vu une lumière et sentit une grande force en lui qui lui permit de fermer l'écoutille, ce qui sauva l'équipage.
À la suite des rapports techniques concluant à l'absence d'explication rationnelle, le pape Jean-Paul II reconnaît, le 20 décembre 2002, comme authentiquement miraculeux ce sauvetage attribuée à Marija Petkovic, et signe le décret pour sa béatification. Elle est solennellement proclamée bienheureuse le 6 juin 2003, au cours d'une messe célébrée à Dubrovnik par le pape Jean-Paul II.

## Filmographie
- [vidéo] Christopher Massarotti (réal.), Antoine Chataignon (trad., prod.), Le Miracle du Pacocha, 2007, documentaire, 55 min (bande-annonce en ligne).